# ブラウンズ・ホテル
ブラウンズ・ホテル（Brown's Hotel）は、イギリスのロンドンにある5つ星の高級ホテルである。2003年7月3日以来、ロコ・フォルテ・コレクション（The Rocco Forte Collection）の所有となった。ブラウンズ・ホテルはリーディングホテルズ・オブ・ザ・ワールドの加盟ホテルである。

## 概要
アルベマール通り（Albemarle Street）のメイフェアの中心に位置し、ボンドストリート（Bond Street）、ウエストエンド劇場（West End theatre）、セントジェームズ（St. James's）へも僅かな距離のブラウンズ・ホテルはロンドンで最も歴史あるホテルの一つで1837年に設立された。
1859年にブラウンズ・ホテルはフォード家の所有となり、ヘンリー・フォード（Henry Ford）は固定の湯船、電灯、エレベーター（英国で最初に導入されたものの内の一つ）を設置した。彼はロンドンで初めてホテル内に公共のダイニングルームも設けた（これ以前では、ホテルの客は個別の続き部屋を借りて各々に食事を摂った）。
1889年にフォード家はブラウンズ・ホテルの裏手に建つアルベマール通りのセントジョージズ・ホテル（St George's Hotel）を購入し、2軒のホテルを1軒にして双方の建物に5階部分を増築した。アルベマール通りには漆喰塗りのフロントと柱廊玄関が設置され、壁にはブラウンズとセントジョージズの歴史を支えた青色と金色のモザイクの2枚の銘盤が埋め込まれた（両方とも現在もある）。
ブラウンズ・ホテルは幾人もの著名な宿泊客を迎えた。アレクサンダー・グラハム・ベルは自身の新しい発明-電話-のデモンストレーションのために1876年に宿泊した。英国で初めて成功した電話の通話はブラウンズ・ホテルからかけられた。ナイアガラ・ルームは1890年にここで国際的なナイアガラフォールズ委員会（International Niagara Commission）が'ナイアガラの滝の発電を供給する方法としての送電システムに関する採択'に合意したことを記念している。この合意の結果交流電送が開始され、その後世界中に普及した。
1886年にセオドア・ルーズベルトは2度目の結婚に先立ってブラウンズ・ホテルに宿泊した。宿泊客の中には王室の面々も含まれており、ナポレオン3世と皇后ウジェニー、ベルギー王妃エリザベート（王妃は第一次世界大戦の間ブラウンズに避難していた）、ハイレ・セラシエ1世、1924年にギリシャから亡命して来た後9年間ブラウンズに逗留したギリシャ国王ゲオルギオス2世がいた。
ブラウンズ・ホテルを愛した有名人や作家にはローデシアを設立したセシル・ローズ、ラドヤード・キップリング（彼はブラウンズでジャングル・ブックを書き上げた）、ブラウンズ・ホテルを舞台にした1965年のバートラム・ホテルにて（At Bertram's Hotel）を著した アガサ・クリスティがいる。1980年には松任谷由実がアルバム『時のないホテル』を発表してブラウンズ・ホテル内で撮影された写真をジャケットやインナースリーブに使用した。同年のコンサートツアーも『Brown's Hotel』ツアーというタイトルであった。

## 受賞
1. Prix Villégiature Awards 2006 - 2006年10月のパリで、権威あるPrix Villégiature Awardsでブラウンズ・ホテルは'ヨーロッパで最高のホテル' に選ばれた。

1. Time Out 誌 London Eating and Drinking Awards 2006 - ドノヴァン・バー（Donovan Bar）は"ベスト・バー"の次点の1軒に選ばれた。

1. UKBG National Competition 2006 - ブラウンズ・ホテルのドノヴァン・バーの主任バーテンダー、アントニオ・ダンドレア（Antonio Dandrea）は2006年・英国バーテンダー組合全国競技会（the United Kingdom's Bartender's Guild National Competition 2006）で優勝した。

1. Condé Nast Traveller (USA) 誌 Hot List 2006 - ブラウンズ・ホテルは世界中の最新のホテルの中の上位130に選出された。